# Generation Kill
Generation Kill és un llibre escrit l'any 2004 pel reporter Evan Wright de la revista Rolling Stone narrant una crònica de la seva experiència com a periodista encastat en el 1r Batalló de Reconeixement del Cos de Marines dels Estats Units d'Amèrica durant la invasió de l'Iraq de 2003. El seu relat de la vida amb els infants de marina es va publicar originalment com una sèrie de tres parts a la revista Rolling Stone a la tardor de 2003. «The Killer Elite» (en català, «L'elit assassina») fou el primer d'aquests articles i va guanyar un premi National Magazine Award a l'Excel·lència en Informació el 2004.

## Assignació
Wright va passar dos mesos amb el batalló en persuadir a un comandant que podia fer front a aquesta assignació. Els marines del 1r Batalló de Reconeixement van ser inicialment hostils i suspicaços, però aviat es van mostrar amigables i el tractaren com un dels seus. Es va guanyar el seu respecte per la seva negativa a anar-se'n quan entraven en combat. Sovint viatjava en el vehicle principal, una Humvee blindada lleugera, Wright estava en perill real la major part del temps, i durant uns moments va portar una arma, encara que ho va fer a contracor.
Wright té encontres amb membres del batalló de totes les categories, però els «actors principals» es poden reduir a només sis membres de la Companyia Bravo: El sergent Brad Colbert, el caporal simple Harold James Trombley, el sergent Rudy «Fruity» Reis, el primer tinent Nathaniel Fick, el sergent Antonio Espera i el caporal Josh Ray Person.

## Conseqüències per als marines
El sergent Antonio J. Espera va afirmar que es va veure obligat a abandonar el batalló i el sergent Eric Kocher va assegurar que va ser sancionat per les declaracions que se li atribueixen als reportatges de Wright. Kocher va treballar com a assessor en l'adaptació del llibre de Wright en una minisèrie i va declarar que Wright guanyà credibilitat perquè es va quedar amb els infants de marina en «tots els tiroteigs»".
Tot i els dubtes inicials, els comandants del cos de marines van animar després als oficials de primera de Reconeixement de llegir el llibre i els articles per a obtenir una visió real de la guerra.

## Declaracions sobre el combat
Wright va dir que se sentia més por abans del combat que quan hi era, però que quan van començar a disparar-lo es va centrar en la supervivència. També va revelar que abans de convertir-se en corresponsal de guerra havia deixat de beure i, com a resultat, va trobar que hi havia alguna cosa «quasi bona» de la guerra, ja que es repetia el «caos emocional de ser un bevedor empedreït».
Wright també va declarar que estava «obsessionat» per les morts de civils que va presenciar durant la invasió de l'Iraq, ja que la «veritable regla de la guerra és que les persones que més pateixen són els civils». També va afirmar que les tropes que lluiten a les guerres són més sensibles a les conseqüències morals de les seves accions que el públic nord-americà a qui acusa de ser «alié a les persones que lluiten a les seves guerres per ells».

## Disputes posteriors a la seva publicació
El major Shoup, un ascendit a control aeri avançat del batalló, va publicar un comentari sobre el llibre en el qual contrasta els fets que va presenciar amb les descripcions que en fa Wright. Shoup també va declarar que Wright va basar la seva versió dels fets en les seves impressions dins del grup de marines allistats sense incloure la perspectiva dels altres.
Wright va respondre a aquesta entrada del blog citant la seva pròpia extensa entrevista amb Shoup que contradiu directament la versió posterior de Shoup dels esdeveniments. Wright també va citar les entrevistes que va realitzar amb altres marines de la unitat que difereixen de la narració de Shoup. Va assenyalar que el cap directe de Shoup, el major Eckloff, va afirmar que va matar almenys a 17 insurgents amb una escopeta disparada amb una sola des del seu camió, però va reduir aquest nombre a 1 o 2 després que altres fonts contradiguessin Eckloff. Wright va afirmar que al seu llibre havia de tenir en compte les entrevistes a una àmplia varietat de marines del batalló, inclosos els oficials, i no hauria pogut avançar amb la perspectiva d'una sola persona.

## Obres relacionades
Hella Nation (en català, Extremadament nació) és un recull d'altres escrits de Wright, que inclou els seus reportatges sobre soldats americans de la 101 Divisió Aerotransportada a l'Afganistan i una controvertida història sobre una pel·lícula documental rodada a l'Iraq per un productor de Hollywood drogoaddicte.
American Desperado (en català, Bandoler americà) és un llibre de no ficció sobre les guerres de la droga. Wright el va escriure amb Jon Roberts, que va aparèixer al documental Cocaine Cowboys.
Les memòries del lloctinent Nathaniel Fick, One Bullet Away: The Making of a Marine Officer descriu algunes d'aquestes batalles a l'Iraq, que també apareixen en Generation Kill, però des de la seva pròpia perspectiva.

## Premis
- PEN USA Award[12]
- J. Anthony Lukas Book Prize[12]
- Los Angeles Times Book Prize[12]
- Premi General Wallace Greene de la Marine Corps Heritage Foundation[12]

## Sèrie de televisió
El canal de televisió per cable HBO va produir una minisèrie basada en el llibre. Es va filmar a Sud-àfrica, Namíbia i Moçambic; i la sèrie va sortir a l'aire en juliol de 2008 estenent-se per set episodis de 68 minuts, començant amb els marines creuant la berma a l'Iraq durant la primera etapa de l'Operació Llibertat Iraquiana. Va ser produïda per David Simon, Ed Burns, Nina K. Noble, George Faber i Charles Pattinson. Va ser protagonitzada per Alexander Skarsgård, James Ransone, Stark Sands, Jon Huertas i Lee Tergesen. Rudy Reis es va interpretar a si mateix en l'adaptació de la minisèrie, on hi va conduir el tercer Humvee.